# Rufus King (Politiker)

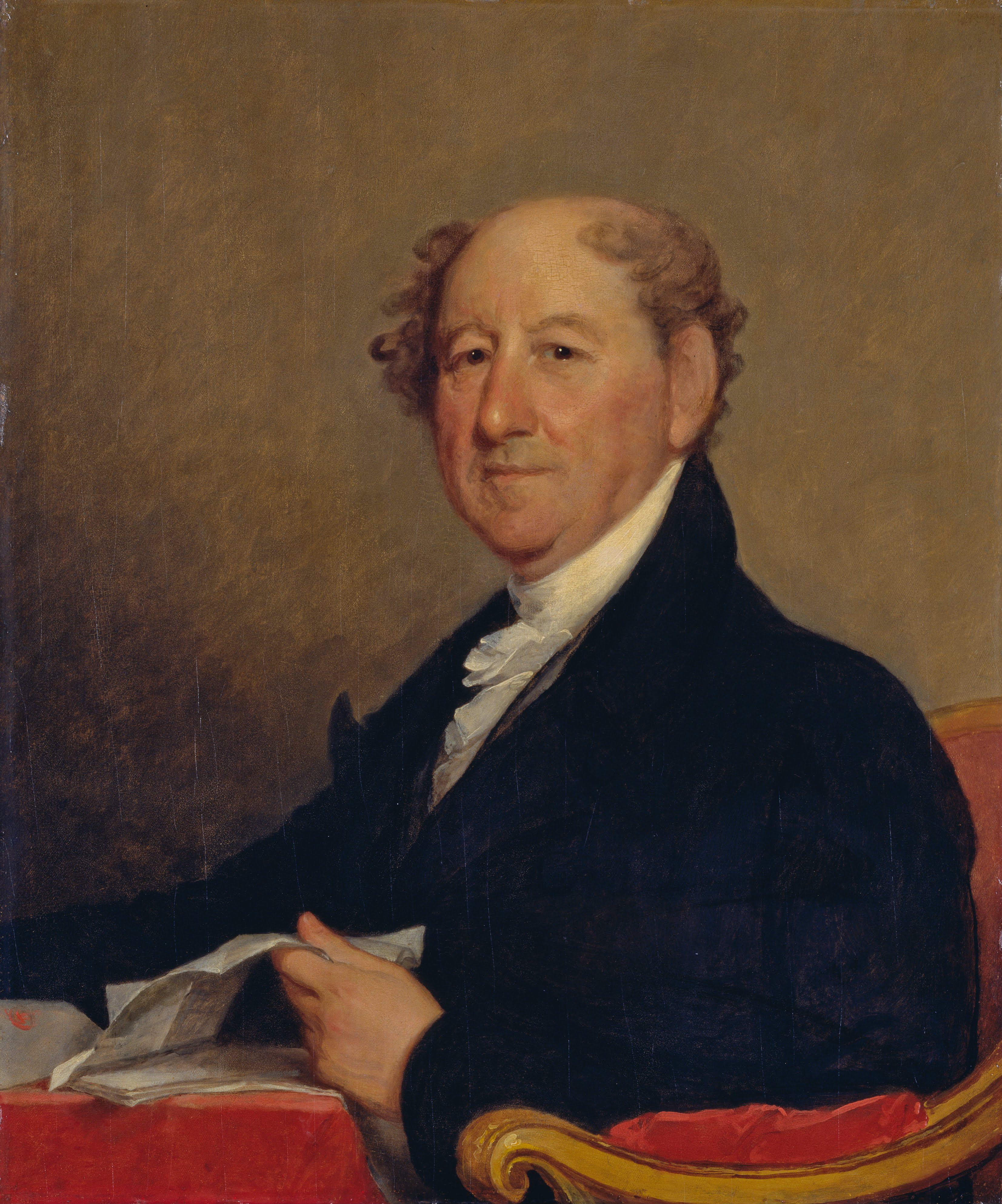
Rufus King (um 1819)

Rufus King (* 24. März 1755 in Scarborough, Province of Massachusetts Bay; † 29. April 1827 in Jamaica, New York) war ein US-amerikanischer Jurist, Politiker und Diplomat. Als einer der Unterzeichner der Verfassung gehört er zu den Gründervätern der Vereinigten Staaten.
Seine Erfolge erreichte King als Vertreter der Föderalistischen Partei in den 1780er und 1790er Jahren, als er als Delegierter für Massachusetts an der Verfassung arbeitete und seinen Bundesstaat in der Folge für deren Annahme überzeugte. Von 1789 bis 1796 war er neben Philip Schuyler der erste Senator für New York. 1796 wurde er von George Washington zum Botschafter in Großbritannien ernannt und setzte in dieser Funktion den Jay-Vertrag durch; 1803 bat er bei Thomas Jefferson um seine Entlassung.
Danach kandidierte King während der Ära des Niedergangs der Föderalisten aussichtslos bei den Wahlen 1804 und 1808 für das Amt des Vizepräsidenten sowie ebenso erfolglos als Unabhängiger bei den Präsidentschaftswahlen 1812 und, dieses Mal nominiert, als der historisch letzte föderalistische Präsidentschaftskandidat bei den Wahlen 1816. Zwischen 1813 und 1825 saß er nochmals für New York im Senat; 1825 wurde er von John Quincy Adams wieder zum Botschafter in Großbritannien ernannt, musste aber aus gesundheitlichen Gründen bereits 1826 zurücktreten.

## Biografie

### Frühe Jahre
King wurde als Sohn von Sabilla Blagden und Richard King geboren. Sein Vater war ein Farmer und Kaufmann, der es zu bescheidenem Wohlstand gebracht hatte. Als es 1765 mit der Einführung des Stempelgesetzes durch die Kolonialbehörden zu Unruhen kam, wurde das Anwesen der Familie geplündert. Im nächsten Jahr wurde die Scheune von Plünderern gebrandschatzt. Kings Vater schloss sich daraufhin den Loyalisten an. Er starb jedoch 1775 kurz vor Ausbruch des Amerikanischen Unabhängigkeitskriegs. King und seine Brüder standen aber im Lager der Aufständischen.

### Ausbildung
King besuchte die Dummer Academy und studierte danach in Harvard. Nach Abschluss seines Studiums begann er 1777 eine Ausbildung zum Rechtsanwalt bei Theophilus Parsons. Im Folgejahr unterbrach er seine Ausbildung und schloss sich der Miliz an, um im Amerikanischen Unabhängigkeitskrieg gegen die Briten zu kämpfen. Als Major focht er in der Schlacht von Rhode Island. Er nahm dann die unterbrochene Ausbildung wieder auf und wurde 1780 als Anwalt zugelassen. Als solcher praktizierte er in Newburyport, Massachusetts.

### Politischer Werdegang
King wurde erstmals 1783 und danach 1784 und 1785 in den Massachusetts General Court gewählt. Von 1784 bis 1787 nahm er als Delegierter für Massachusetts am Konföderationskongress teil, wo er einer der jüngsten Delegierten war. Zudem nahm er 1787 an der Philadelphia Convention teil. Dort arbeitete er bei der Entwicklung des finalen Textes der neuen Verfassung der Vereinigten Staaten eng mit Alexander Hamilton zusammen. King war einer der Politiker, die am 17. September 1787 die Verfassung der Vereinigten Staaten unterzeichneten. Daheim in Massachusetts warb er mit Erfolg für die knappe Ratifizierung der Verfassung. Seine Kandidatur für den Posten eines Senators im Senat der Vereinigten Staaten scheiterte dort jedoch.
Auf drängen Hamiltons zog King dann nach New York City, wo er 1789 in die New York State Assembly gewählt wurde. Bei Inkrafttreten der neuen Verfassung konnte man sich im Staat New York zunächst nicht darauf einigen, wer neben Philip Schuyler als weiterer Senator für den Staat New York in den Senat der Vereinigten Staaten entsandt werden sollte. Alexander Hamilton schlug King als Kandidaten vor. Hintergrund waren politische Ränke, mit denen verhindert werden sollte, dass James Duane, ein Mitglied der einflussreichen Livingston-Familie, in das Amt gewählt wurde. Gouverneur George Clinton wollte einen Riss zwischen der Livingston und der Schuyler Familie provozieren. Hamilton, der Schwiegersohn Schuylers, unterstützte King diskret, und dieser wurde 1789 zum Senator für den Staat New York gewählt. 1795 gelang King die Wiederwahl, doch trat er bereits 1796 von seinem Amt zurück, da er zum Botschafter der Vereinigten Staaten in Großbritannien ernannt worden war.

### Diplomat und Kandidat bei Präsidentschaftswahlen
King war von 1796 bis 1803 und später noch einmal von 1825 bis 1826 US-Gesandter in London. Während seiner ersten Amtszeit spielte er eine wichtige diplomatische Rolle, als es ihm gelang, verschiedene Streitfragen zwischen den beiden Staaten, die aufgrund des Jay-Vertrags verhandelbar geworden waren, zu lösen. Obwohl King Föderalist war, blieb er auch unter Präsident Thomas Jefferson im Amt und bat erst auf Drängen der Briten 1803 um seine Ablösung. Während seiner Zeit in London hatte King auch Kontakt zum südamerikanischen Freiheitskämpfer Francisco de Miranda und unterstützte dessen Reise in die Vereinigten Staaten, auf der Miranda um Unterstützung für seine 1806 fehlgeschlagene Expedition nach Venezuela warb.
1804 und 1808 kandidierte King als Kandidat der Föderalistischen Partei vergeblich als Vizepräsident der Vereinigten Staaten. 1805 wurde er in die American Academy of Arts and Sciences gewählt. Nach der Volkszählung von 1810 besaß er einen Sklaven. 1813 wurde King erneut für den Staat New York in den Senat der Vereinigten Staaten gewählt und behielt dieses Amt bis 1819. 1816 bewarb sich King um das Amt des Gouverneurs des Staats New York, unterlag jedoch dem Amtsinhaber Daniel D. Tompkins. Noch im selben Jahr trat King als letzter Präsidentschaftskandidat der Föderalistischen Partei gleichfalls erfolglos bei den Präsidentschaftswahlen gegen James Monroe an.
King bewarb sich 1819 und 1820 erneut als Senator für den Staat New York. Zwar befand sich die Föderalistische Partei zu dieser Zeit bereits in Auflösung, doch wurde 1819 aufgrund von Streitigkeiten in der Demokratisch-Republikanischen Partei kein neuer Senator gewählt. Darauf gelang es King 1820, erneut gewählt zu werden. Die zerstrittenen Lager der Democratic Republicans versuchten beide, für die anstehenden Gouverneurswahlen Wähler aus dem ehemaligen föderalistischen Lager zu gewinnen und unterstützten daher geschlossen King, der bis 1825 im Senat blieb.

### Familie
Kings Bruder William war der erste Gouverneur von Maine. Sein anderer Bruder Cyrus war für Massachusetts Abgeordneter im Repräsentantenhaus der Vereinigten Staaten. Sein Sohn James (1791–1853) war Kongressabgeordneter für New Jersey. Sein anderer Sohn John Alsop King (1788–1867) war Gouverneur des Bundesstaates New York.
King heiratete Mary Alsop am 30. März 1786 in New York City. Mary Alsop wurde 1769 in New York City geboren und starb 1819 in Jamaica, Queens. Sie war die einzige Tochter von John Alsop, einem wohlhabenden New Yorker Kaufmann, der als Delegierter des Staates New York am Kontinentalkongress teilgenommen hatte. Sie war die Großnichte von John Winthrop, dem Gouverneur der Massachusetts Bay Colony. 
King starb am  29. April 1827, und er wurde auf dem Grace Church Cemetery in Jamaica, Queens, beerdigt. Sein King Manor genanntes Haus, das King 1805 in Queens kaufte, ist heute ein öffentliches Museum.

## Bekannte Nachfahren
Zu Kings Nachfahren zählen unter anderem:
- David Crosby (1941–2023), Musiker
- Floyd Crosby (1899–1985), Kameramann
- Charles King, General
- John Alsop King (1788–1867), Politiker
- Rufus King, General
- Rufus King, Jr., Offizier
- Jane Wyatt (1910–2006), Schauspielerin